# Gyeplabda az 1976. évi nyári olimpiai játékokon
Az 1976. évi nyári olimpiai játékokon a gyeplabda-tornát július 18. és július 30. között rendezték. A tornán 11 válogatott szerepelt.

## Éremtáblázat
(A rendező ország csapata eltérő háttérszínnel, az egyes számoszlopok legmagasabb értéke, vagy értékei vastagítással kiemelve.)
| Az 1976. évi nyári olimpiai játékok éremtáblázata gyeplabdában | Az 1976. évi nyári olimpiai játékok éremtáblázata gyeplabdában | Az 1976. évi nyári olimpiai játékok éremtáblázata gyeplabdában | Az 1976. évi nyári olimpiai játékok éremtáblázata gyeplabdában | Az 1976. évi nyári olimpiai játékok éremtáblázata gyeplabdában | Olimpia  |
| -------------------------------------------------------------- | -------------------------------------------------------------- | -------------------------------------------------------------- | -------------------------------------------------------------- | -------------------------------------------------------------- | -------- |
|                                                                | Ország                                                         | Arany                                                          | Ezüst                                                          | Bronz                                                          | Összesen |
| 1.                                                             | Új-Zéland (NZL)                                                | 1                                                              | 0                                                              | 0                                                              | 1        |
|                                                                |                                                                |                                                                |                                                                |                                                                |          |
| 2.                                                             | Ausztrália (AUS)                                               | 0                                                              | 1                                                              | 0                                                              | 1        |
|                                                                |                                                                |                                                                |                                                                |                                                                |          |
| 3.                                                             | Pakisztán (PAK)                                                | 0                                                              | 0                                                              | 1                                                              | 1        |
|                                                                |                                                                |                                                                |                                                                |                                                                |          |
| Összesen                                                       | Összesen                                                       | 1                                                              | 1                                                              | 1                                                              | 3        |

## Érmesek
| Az 1976. évi nyári olimpiai játékok érmesei férfi gyeplabdában | Az 1976. évi nyári olimpiai játékok érmesei férfi gyeplabdában | Az 1976. évi nyári olimpiai játékok érmesei férfi gyeplabdában | Az 1976. évi nyári olimpiai játékok érmesei férfi gyeplabdában |
| --- | --- | --- | -------------------------------------------------------------- |
| Arany | Ezüst | Bronz |                                                                |
| Új-Zéland (NZL) | Ausztrália (AUS) | Pakisztán (PAK) |                                                                |
| Paul Ackerley Jeff Archibald Arthur Borren Alan Chesney John Christensen Greg Dayman Tony Ineson Barry Maister Selwyn Maister Trevor Manning Alan McIntyre Neil McLeod Arthur Parkin Mohan Patel Ramesh Patel Les Wilson | David Bell Greg Browning Rick Charlesworth Ian Cooke Barry Dancer Douglas Golder Robert Haigh Wayne Hammond Stephen Marshall Jim Irvine Malcolm Poole Robert Proctor Graeme Reid Ronald Riley Trevor Smith Terry Walsh | Munawaruz Zaman Qamar Zia Shahnaz Sheikh Saleem Sherwani Iftikhar Syed Saleem Nazim Abdul Rashid Hanif Khan Samiullah Khan Arshad Mahmood Islahuddin Manzoorul Hasan Manzoor Hussain Akhtar Rasool Arshad Ali Chaudry Mudassar Asghar |                                                                |

A 12 résztvevő két darab 6 csapatos csoportot alkotottal, amelyben körmérkőzések döntötték el a csoportok végeredményét. A csoport első két helyezettje az elődöntőbe jutott. Az elődöntők győztesei játszották a döntőt, a vesztesek a bronzéremért mérkőzhettek. A csoportok harmadik és negyedik helyezettjei az 5–8. helyért játszhattak, a többi helyezett a további helyosztó mérkőzéseken vehetett részt.

## Csoportkör
| Színmagyarázat                                                                       |
| ------------------------------------------------------------------------------------ |
| A csoportok első két helyezettje bejutott a elődöntőbe.                              |
| A csoportok harmadik és negyedik helyezettjei az 5–8. helyért játszhattak.           |
| Az A csoport ötödik helyezettje a 9. helyért játszhatott.                            |
| A csoportok utolsó helyezettjei a 10 közé kerülésért egy újabb mérkőzést játszottak. |

### A csoport
| Csapat           | M | Gy | D | V | G+ | G– | Gk | P  |
| ---------------- | - | -- | - | - | -- | -- | -- | -- |
| Hollandia (NED)  | 5 | 5  | 0 | 0 | 11 | 3  | +8 | 10 |
| Ausztrália (AUS) | 5 | 3  | 0 | 2 | 14 | 6  | +8 | 6  |
| India (IND)      | 5 | 3  | 0 | 2 | 12 | 9  | +3 | 6  |
| Malajzia (MAS)   | 5 | 2  | 0 | 3 | 3  | 7  | –4 | 4  |
| Kanada (CAN)     | 5 | 1  | 0 | 4 | 4  | 11 | –7 | 2  |
| Argentína (ARG)  | 5 | 1  | 0 | 4 | 4  | 12 | –8 | 2  |

| 1976. július 18. | Ausztrália (AUS) | 2 – 0   | Malajzia (MAS) |  |
| 1976. július 18. | Bell Riley       | (1 – 0) |                |  |

| 1976. július 18. | India (IND)                    | 4 – 0   | Argentína (ARG) |  |
| 1976. július 18. | Ajit Singh 2 C. Singh S. Singh | (2 – 0) |                 |  |

| 1976. július 19. | India (IND) | 1 – 3   | Hollandia (NED)  |  |
| 1976. július 19. | Phillips    | (0 – 1) | Litjens 2 Kruize |  |

| 1976. július 19. | Ausztrália (AUS) | 3 – 0   | Kanada (CAN) |  |
| 1976. július 19. | Bell Riley Walsh | (2 – 0) |              |  |

| 1976. július 20. | Hollandia (NED) | 2 – 0   | Malajzia (MAS) |  |
| 1976. július 20. | Litjens 2       | (0 – 0) |                |  |

| 1976. július 20. | Argentína (ARG) | 1 – 3   | Kanada (CAN)         |  |
| 1976. július 20. | J. Sabbione     | (0 – 2) | Hobkirk Plummer Hoos |  |

| 1976. július 21. | India (IND) | 1 – 6   | Ausztrália (AUS)              |  |
| 1976. július 21. | S. Singh    | (1 – 3) | Riley 3 Browning Irvine Smith |  |

| 1976. július 21. | Malajzia (MAS) | 2 – 0   | Argentína (ARG) |  |
| 1976. július 21. | Mahendran Kooi | (0 – 0) |                 |  |

| 1976. július 22. | Ausztrália (AUS) | 1 – 2   | Hollandia (NED) |  |
| 1976. július 22. | Bell             | (0 – 2) | Kruize Litjens  |  |

| 1976. július 22. | India (IND)           | 3 – 0   | Kanada (CAN) |  |
| 1976. július 22. | Phillips 2 Ajit Singh | (1 – 0) |              |  |

| 1976. július 23. | Hollandia (NED) | 1 – 0   | Argentína (ARG) |  |
| 1976. július 23. | Litjens         | (1 – 0) |                 |  |

| 1976. július 23. | Malajzia (MAS) | 1 – 0   | Kanada (CAN) |  |
| 1976. július 23. | Fook Loke      | (0 – 0) |              |  |

| 1976. július 24. | India (IND)      | 3 – 0   | Malajzia (MAS) |  |
| 1976. július 24. | Kumar 2 S. Singh | (2 – 0) |                |  |

| 1976. július 24. | Ausztrália (AUS) | 2 – 3   | Argentína (ARG)         |  |
| 1976. július 24. | Cooke Riley      | (1 – 1) | Disera Garrafo Paolucci |  |

| 1976. július 25. | Hollandia (NED) | 3 – 1   | Kanada (CAN) |  |
| 1976. július 25. | Litjens 3       | (0 – 1) | Motzek       |  |

Rájátszás
Ausztrália és India azonos pontszámmal végzett, a helyezéseikről egy újabb mérkőzés döntött.
| 1976. július 26. | Ausztrália (AUS) | 1 – 1 (h. u.) | India (IND) |  |
| 1976. július 26. | Charlesworth     | (1 – 1)       | S. Singh    |  |
| 1976. július 26. | Büntetőpárbaj:   |               |             |  |
| 1976. július 26. | 5 – 4            |               |             |  |

### B csoport
| Csapat              | M | Gy | D | V | G+ | G– | Gk  | P |
| ------------------- | - | -- | - | - | -- | -- | --- | - |
| Pakisztán (PAK)     | 4 | 3  | 1 | 0 | 16 | 6  | +10 | 7 |
| Spanyolország (ESP) | 4 | 1  | 2 | 1 | 9  | 7  | +2  | 4 |
| Új-Zéland (NZL)     | 4 | 1  | 2 | 1 | 6  | 8  | –2  | 4 |
| NSZK (FRG)          | 4 | 1  | 1 | 2 | 10 | 10 | 0   | 3 |
| Belgium (BEL)       | 4 | 1  | 0 | 3 | 5  | 15 | –10 | 2 |

| 1976. július 18. | Pakisztán (PAK)          | 5 – 0   | Belgium (BEL) |  |
| 1976. július 18. | Rashid 3 Hussain 2 Zaman | (1 – 0) |               |  |

| 1976. július 18. | NSZK (FRG) | 1 – 1   | Új-Zéland (NZL) |  |
| 1976. július 18. | Strödter   | (0 – 0) | R. Patel        |  |

| 1976. július 19. | Pakisztán (PAK) | 2 – 2   | Spanyolország (ESP) |  |
| 1976. július 19. | Zaman Hussain   | (1 – 1) | Amat F. Fábregas    |  |

| 1976. július 20. | Spanyolország (ESP) | 1 – 1   | Új-Zéland (NZL) |  |
| 1976. július 20. | Amat                | (1 – 0) | R. Patel        |  |

| 1976. július 21. | Pakisztán (PAK)        | 4 – 2   | NSZK (FRG)    |  |
| 1976. július 21. | Zaman 2 Hussain Sheikh | (2 – 1) | Peter Seifert |  |

| 1976. július 21. | Új-Zéland (NZL)   | 2 – 1   | Belgium (BEL) |  |
| 1976. július 21. | Ineson B. Maister | (1 – 0) | Miserque      |  |

| 1976. július 22. | NSZK (FRG) | 1 – 4   | Spanyolország (ESP) |  |
| 1976. július 22. | Strödter   | (1 – 3) | Amat 3 Sallés       |  |

| 1976. július 23. | Spanyolország (ESP) | 2 – 3   | Belgium (BEL)   |  |
| 1976. július 23. | Amat J. Fábregas    | (1 – 1) | Dubois 2 Gilles |  |

| 1976. július 24. | Pakisztán (PAK)          | 5 – 2   | Új-Zéland (NZL) |  |
| 1976. július 24. | Zaman 2 Sheikh 2 H. Khan | (4 – 1) | Borren Ineson   |  |

| 1976. július 24. | NSZK (FRG)                                   | 6 – 1   | Belgium (BEL)   |  |
| 1976. július 24. | Peter Krause Kaessmann Vos Trump Lauruschkat | (3 – 1) | M. Vanderborght |  |

Rájátszás
Új-Zéland és Spanyolország azonos pontszámmal végzett, a helyezéseikről egy újabb mérkőzés döntött.
| 1976. július 26. | Spanyolország (ESP) | 0 – 1 (h. u.) | Új-Zéland (NZL) |  |
| 1976. július 26. |                     | (0 – 0)       | R. Patel        |  |

## Egyenes kieséses szakasz

### A 9–11. helyért
| 1976. július 28. | Belgium (BEL)                 | 3 – 2 (h. u.) | Argentína (ARG) |  |
| 1976. július 28. | Van Tuyckom 2 M. Vanderborght | (1 – 1)       | Ruiz Paolucci   |  |

### Az 5–8. helyért
| 1976. július 29. | India (IND)            | 2 – 3   | NSZK (FRG)       |  |
| 1976. július 29. | Ajitpal Singh M. Singh | (1 – 0) | Strödter 2 Dröse |  |

| 1976. július 29. | Spanyolország (ESP) | 2 – 1   | Malajzia (MAS) |  |
| 1976. július 29. | Amat Jaime Arbós    | (1 – 0) | Hin            |  |

### Elődöntők
| 1976. július 28. | Hollandia (NED) | 1 – 2 (h. u.) | Új-Zéland (NZL) |  |
| 1976. július 28. | Kranenberg      | (1 – 1)       | Borren Ineson   |  |

| 1976. július 28. | Pakisztán (PAK) | 1 – 2   | Ausztrália (AUS) |  |
| 1976. július 28. | Rasool          | (1 – 1) | Irvine Riley     |  |

### A 9. helyért
| 1976. július 29. | Kanada (CAN) | 2 – 3 (h. u.) | Belgium (BEL)       |  |
| 1976. július 29. | Hoos Chohan  | (0 – 1)       | Dubois 2 De Clynsen |  |

### A 7. helyért
| 1976. július 30. | India (IND) | 2 – 0   | Malajzia (MAS) |  |
| 1976. július 30. | Khan 2      | (0 – 0) |                |  |

### Az 5. helyért
| 1976. július 30. | NSZK (FRG)                                        | 9 – 1   | Spanyolország (ESP) |  |
| 1976. július 30. | Strödter 3 Seifert 2 Peter Dröse Dopp Lauruschkat | (2 – 0) | Sallés              |  |

### Bronzmérkőzés
| 1976. július 30. | Hollandia (NED) | 2 – 3   | Pakisztán (PAK)        |  |
| 1976. július 30. | Litjens 2       | (1 – 1) | Rasool Hussain H. Khan |  |

### Döntő
| 1976. július 30. | Új-Zéland (NZL) | 1 – 0   | Ausztrália (AUS) |  |
| 1976. július 30. | Ineson          | (0 – 0) |                  |  |

| Az 1976. évi nyári olimpiai játékok férfi gyeplabdatornájának olimpiai bajnoka |
| · ÚJ-ZÉLAND · 1. cím                                                           |
| ------------------------------------------------------------------------------ |

## Végeredmény
| Helyezés | Csapat              | M | Gy | D | V | G+ | G– | Gk  | P  |
| -------- | ------------------- | - | -- | - | - | -- | -- | --- | -- |
| Arany    | Új-Zéland (NZL)     | 7 | 4  | 2 | 1 | 10 | 9  | +1  | 10 |
| Ezüst    | Ausztrália (AUS)    | 8 | 4  | 1 | 3 | 17 | 9  | +8  | 9  |
| Bronz    | Pakisztán (PAK)     | 6 | 4  | 1 | 1 | 20 | 10 | +10 | 9  |
| 4.       | Hollandia (NED)     | 7 | 5  | 0 | 2 | 14 | 8  | +6  | 10 |
|          |                     |   |    |   |   |    |    |     |    |
| 5.       | NSZK (FRG)          | 6 | 3  | 1 | 2 | 22 | 13 | +9  | 7  |
| 6.       | Spanyolország (ESP) | 7 | 2  | 2 | 3 | 12 | 18 | –6  | 6  |
| 7.       | India (IND)         | 8 | 4  | 1 | 3 | 17 | 13 | +4  | 9  |
| 8.       | Malajzia (MAS)      | 7 | 2  | 0 | 5 | 4  | 11 | –7  | 4  |
|          |                     |   |    |   |   |    |    |     |    |
| 9.       | Belgium (BEL)       | 6 | 3  | 0 | 3 | 11 | 19 | –8  | 6  |
| 10.      | Kanada (CAN)        | 6 | 1  | 0 | 5 | 6  | 14 | –8  | 2  |
| 11.      | Argentína (ARG)     | 6 | 1  | 0 | 5 | 6  | 15 | –9  | 2  |